# Vysoké Veselí
Vysoké Veselí là một thị trấn thuộc huyện Jičín, vùng Královéhradecký, Cộng hòa Séc.